# کینگزی
کینگزی (به انگلیسی: Kingsey) یک روستا و محله مدنی در بریتانیا است که در الزبری ول واقع شده‌است. کینگزی ۲۰۷ نفر جمعیت دارد.